# Lasia rostrata
Lasia rostrata är en tvåvingeart som beskrevs av Aldrich 1927. Lasia rostrata ingår i släktet Lasia och familjen kulflugor.
Artens utbredningsområde är Costa Rica. Inga underarter finns listade i Catalogue of Life.